# فهیمه احمد زی
فهیمه احمد زی (زاده: ۱۳۵۳ ولسوالی احمدآباد، ولایت پکتیا) سیاست‌مدار افغانستانی و نماینده مردم کوچی در دوره پانزدهم مجلس نمایندگان افغانستان است.

## زندگی‌نامه
فهیمه احمد زی متولد ۱۳۵۳ از ولسوالی احمدآباد ولایت پکتیا افغانستان است.

## دیگر فعالیت‌ها
- کارمند شرکت هواپیمایی آریانا، مؤسسه WFP و هلال احمر.[۱]